# Stary Raduszec
Stary Raduszec (niem. Alt-Rehfeld) – wieś w Polsce położona w województwie lubuskim, w powiecie krośnieńskim, w gminie Krosno Odrzańskie.
W latach 1975–1998 miejscowość administracyjnie należała do województwa zielonogórskiego.